# 幻に心もそぞろ狂おしのわれら将門
『幻に心もそぞろ狂おしのわれら将門』（まぼろしにこころもそぞろくるおしのわれらまさかど）は、清水邦夫作による舞台作品。

## 概要
自分のことを平将門追討の武者だと思い込む狂気の将門と、彼の回復に望みを繋ぎながら行動を共にする仲間たち。変革の戦いに敗れゆく将門たちに、1970年代前半の政治闘争末期を重ね合わせた群像劇である。
戯曲は1975年（昭和50年）に「書き下ろし新潮劇場」シリーズとして出版された。「風屋敷」の旗揚げ公演として同年上演される予定だったが、10日前に公演中止となった。初演は劇団河公演で1976年（昭和51年）に上演された。1978年（昭和53年）にはレクラム舎公演で上演されたが、事故により公演期間が当初予定よりも短縮されている。2005年（平成17年）には蜷川幸雄演出で上演されている。（井上理惠著『清水邦夫の華麗なる劇世界』参照）

## 主な登場人物
- 平小次郎将門
- 桔梗の前
- 豊田郷ノ三郎
- 豊田郷ノ五郎
- ゆき女
- 捨十
- 源左
- 右太
- 秩父坊
- 甲州坊
- 髭の武将
- はな女
- つね女

## あらすじ
藤原勢に追い詰められ、敗走する平将門一行。将門は頭の怪我が原因で、自分のことを将門の命を狙う武者だと思い込む狂気に憑りつかれてしまっている。
参謀者の三郎は将門の回復に望みを繋ぎながら、一行の統率を図る。三郎の妹・ゆき女は歩き巫女に身をやつしつつ、兄の元に現れる。三郎の弟・五郎は、将門の影武者の身から、新たな将門になろうと野心を燃やし、将門の恋人・桔梗はそんな彼を焚きつける。
味方も少数となっていく一行に藤原の追っ手が迫る。

## 経緯
本作品は、清水邦夫や櫻社の仲間たちが蜷川と決裂したあとで、上演を意図して起筆された戯曲だった。1970年前後の社会的背景や彼らの演劇集団解体などに対する清水の思いを込めたもので、真山青果の「平将門」に次ぐ現代の「将門」を題材にした戯曲として優れたもの。清水は石橋蓮司、山﨑努、松本典子、緑魔子らと「風屋敷」を結成、自身の演出で上演する予定だったが、公演初日直前で集団は解散してしまう（井上理惠著『清水邦夫の華麗なる劇世界』参照）。1976年に北海道旭川市が拠点の劇団河の公演で清水が演出し、初演が実現した。レクラム舎による公演では、8日間公演の予定が4日間になってしまった。
1982年（昭和57年）の『雨の夏、三十人のジュリエットが還ってきた』より清水と蜷川は再び組んで作品を発表するようになっていた。本作の蜷川演出上演は、2005年2月、DVDも発売されている。